# Shree Baboo Chekitan Servansing
Shree Baboo Chekitan Servansing (* 22. April 1955 in Mauritius) ist ein mauritischer Diplomat. Er war von 2014 bis 2018 Mitglied des Appellate Body der Welthandelsorganisation.

## Leben
Servansing wurde am 22. April 1955 in Mauritius geboren. Er hat einen Master of Arts der University of Sussex, ein Diplom in auswärtigen Beziehungen und internationalem Handel der Australian National University und einen Bachelor of Arts h.c. der University of Mauritius.
Servansing begann für das Außenministerium Mauritius zu arbeiten. So wurde er in den Büros in Indien und Belgien eingesetzt. Während er an der Botschaft in Belgien arbeitete, war er intensiv an den Verhandlungen der AKP und der EU involviert, die zum Cotonou-Abkommen und dem Economic Partnership Agreement geführt hatten. Später arbeitete er als Vertreter des Premierminister im Steering Committee of the New Partnership for Africa's Development (NEPAD). Von 2004 bis 2012 wurde Servansing Ständiger Vertreter Mauritius bei den Vereinten Nationen in Genf und anderen internationalen Organisationen, wie der Welthandelsorganisation in Genf. Während dieser Zeit war er unter anderem Vorsitzender des Ausschuss für Handel und Umwelt und Vorsitzender des Ausschusses für Handel und Entwicklung. Auch beteiligte er sich an den Sitzungen von Aid for Trade und am Work Programme on Small Economies.
Nach seinem Ausscheiden aus dem öffentlichen Dienst, wurde er 2012  Vorsitzender des ACP-EU Programme on Technical Barriers to Trade, was er bis 2014 blieb. Seine Regierung nominierte ihn als ihren Kandidaten für einen Richterposten am höchsten Gericht der Welthandelsorganisation, dem Appellate Body. In diesem Prozess im Rahmen eines Selection Commitee wurde er neben den Kandidaten von Ghana, Uganda und Simbabwe ausgewählt. Dieser Nominierung ging bereits ein seit 2013 andauernder Streit um die Besetzung der Ämter am Gericht voraus, in dem Joan Fitzhenry aus Australien, Yenkong Ngangjoh aus Kamerun, Hamid Mamdouh aus Ägypten und James Gathii aus Kenia abgelehnt worden waren. Am 26. September 2014 wurde er zum Nachfolger von David Unterhalter als Mitglied des WTO Appellate Body gewählt. Seine Amtszeit ging bis 2018. Er wurde aufgrund einer Blockade der Vereinigten Staaten nicht für eine zweite Amtszeit wiedergewählt. Im Gegensatz zu einigen Kollegen, die auch nicht wiedergewählt wurden, wurden keine Gründe gegen die Amtsführung Servansings vorgebracht, sondern die Ablehnung jeglicher Neubesetzung des Gerichtes. Mit dem Ende seiner Amtszeit waren nur noch drei Richter im Amt, die Mindestzahl um eine Entscheidung zu treffen. Aufgrund Regel 15 der Working Procedures for Appellate Review war es Servansing noch möglich an weiteren Entscheidungen mitzuwirken, die bereits vor seinem Ausscheiden begonnen worden waren. Von 2016 bis 2020 war er Vorsitzender der Commonwealth Foundation.